# Godmanchester
Godmanchester è un paese di 5 500 abitanti della contea del Cambridgeshire, in Inghilterra.